# Choqā Shekar
Choqā Shekar (persiska: چقا شکر) är en ort i Iran.   Den ligger i provinsen Kermanshah, i den västra delen av landet, 500 km väster om huvudstaden Teheran. Choqā Shekar ligger 1 331 meter över havet och antalet invånare är 132.
Terrängen runt Choqā Shekar är platt åt nordost, men åt sydväst är den kuperad.Runt Choqā Shekar är det ganska tätbefolkat, med 60 invånare per kvadratkilometer. Närmaste större samhälle är Ravānsar, 10,9 km norr om Choqā Shekar. Trakten runt Choqā Shekar består till största delen av jordbruksmark.